# حفرة زورقية (الإحليل)
الحفرة الزورقية للإحليل الذكري Lacuna magna هو اتساع ضمن الإحليل عند نهايته الخارجية، حيث أن الجزء الكهفي من الإحليل ضيق ومنتظم القياس في القضيب. يبلغ قطر الإحليل 6 ملم ثم يتسع داخل البصلة (الجزء الخلفي) ثم داخل الحشفة. هذا الاتساع للإحليل عند نهايته الخارجية في داخل الحشفة (رأس القضيب ) هو الحفرة الزورقية.
إن الحفرة الزورقية هي جزء إسفنجي من الإحليل الذكري ويقع ضمن الحشفة، وتقع قبل الصماخ البولي. الحفرة الزورقية مبطنة بظاهرة حرشفية مطبقة غير متقرنة.